# Elizabeth Dole
Mary Elizabeth Alexander Hanford Dole (n. 29 de julio de 1936) es una política estadounidense miembro del Partido Republicano. Fue la primera mujer en ocupar dos diferentes posiciones en el Gabinete de los Estados Unidos en dos administraciones distintas; fue nombrada secretaria del Transporte por el presidente Ronald Reagan en 1983, y secretaria del Trabajo por George H. W. Bush en 1989. También fue la primera senadora mujer del estado de Carolina del Norte (2003-2009).
Es viuda del también político Bob Dole, exlíder de la mayoría del Senado de Estados Unidos, candidato republicano a la vicepresidencia en 1976, junto a Gerald Ford, y candidato republicano a la presidencia en 1996.

## Obra
- The Doles: Unlimited Partners (1988) —coautora—
- Hearts Touched by Fire: My 500 Most Inspirational Quotations (2004)

## Reconocimientos
Dole recibió el S. Roger Horchow Award por Mejor Servicio Público de un Ciudadano Privado en 1999, un premio concedido anualmente por la Jefferson Awards Foundation. Dole fue incluida en la Sociedad de Modificadores del Mundo de la Universidad Indiana Wesleyan por sus esfuerzos humanitarios de servicio público.